# III Восточно-Сибирский съезд Советов
III съезд Советов рабочих, солдатских и крестьянских депутатов Восточной Сибири — съезд представителей Советов рабочих, солдатских и крестьянских депутатов Восточной Сибири, состоявшийся с 29 января по 3 (16) февраля 1918 года в Иркутске.

## История
На съезде присутствовало 45 делегатов, из которых было 27 большевиков и 7 левых эсеров, которые и предлагали свои проекты резолюций на съезде. Съезд избрал из своего состава новый орган власти - областной исполком Советов Восточной Сибири, который возглавил большевик Янсон. Съезд провозгласил Советскую власть в крае и по мнению советских историков способствовал победе Советов там, где они еще не взяли власть в свои руки.
Съездом были приняты следующие документы:
- Резолюция по отчетному докладу Окружного бюро Советов (в основном критика прежней работы Бюро и его "соглашательской деятельности" и что ему необходима реорганизация для приведения к нормальному типу областных советских объединений - областному исполкому)[2]
- Резолюция о конструкции власти (в ней говорилось о том, что вся власть на местах принадлежит Советам, а земское и городское самоуправление могут существовать как подсобные хозяйственные организации, а также о том, что создается областной исполком Советов Восточной Сибири у которого вся полнота власти в Иркутской губернии)[3]
- Резолюция об организации промышленности, финансов и труда (о создании областного и местных совнархозов, о объявлении государственной собственности на крупные предприятия однородных отраслей промышленности и о том, что предприятия оставшиеся под частным контролем должны быть под строгим рабочим контролем)[4]